# 贝什雷勒
贝什雷勒（法語：Bécherel，法語發音：[beʃʁɛl]）是法国伊勒-维莱讷省的一个市镇，位于该省西北部，属于雷恩区和雷恩都会区，其市镇面积为0.57平方公里，2022年1月1日时人口数量为685人。
贝什雷勒是伊勒-维莱讷省面积最小的市镇，也是雷恩都会区的组成部分。

## 行政

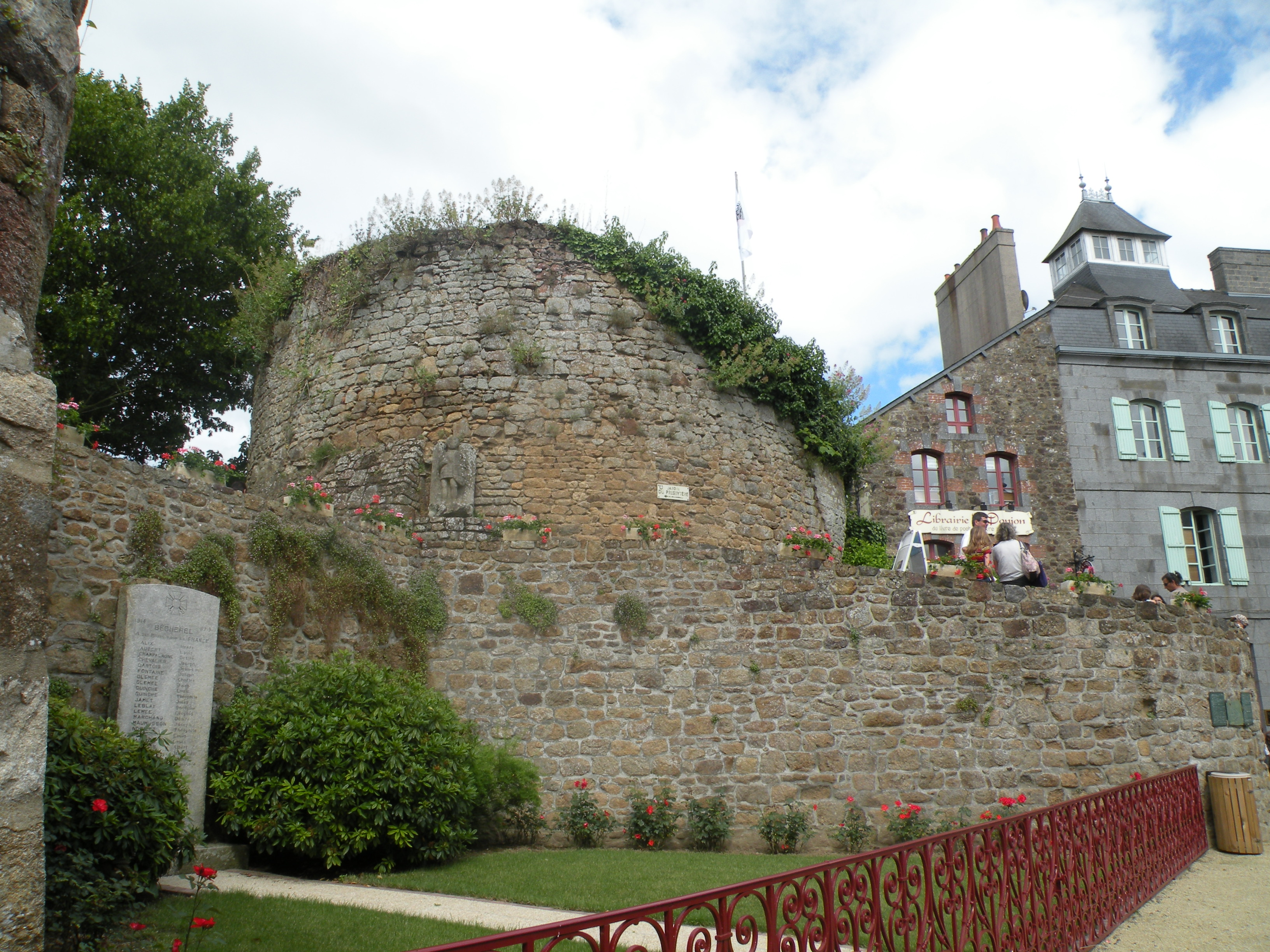
旧碉楼

贝什雷勒的邮政编码为35190，INSEE市镇编码为35022。

## 地理
贝什雷勒（48°17'43"N, 1°56'42"W）位于法国西北部，布列塔尼大区东北部和伊勒-维莱讷省西北，距离省会雷恩大约32公里。
与贝什雷勒接壤的市镇包括：隆戈尔奈、米尼亚克-苏贝什雷勒。
贝什雷勒境内地势平坦，海拔在113至177米之间。
按照柯本气候分类法，贝什雷勒属于较为典型的温带海洋性气候，全年温差较小，降水分布均匀。

## 历史
1902至1947年间，贝什雷勒曾为伊勒-维莱讷省地方铁路网的一个终点站。

## 交通
伊勒-维莱讷省省道D20线和D27线在贝什雷勒境内交汇。雷恩公交82路经过贝什雷勒境内并设有站点。

## 政治
现任贝什雷勒市长为梅利纳·帕尔芒蒂埃女士（Mélina Parmentier），她是共和党的一名成员。

## 人口
| 年份   | 1936 | 1946 | 1954 | 1962 | 1968 | 1975 | 1982 | 1990 | 1999 | 2005 | 2010 | 2015 | 2018 |
| ------ | ---- | ---- | ---- | ---- | ---- | ---- | ---- | ---- | ---- | ---- | ---- | ---- | ---- |
| 人口數 | 724  | 733  | 633  | 659  | 626  | 543  | 528  | 599  | 660  | 745  | 758  | 678  | 679  |

## 社会
贝什雷勒境内设有一处医疗救助中心，多名全科医生在此值班。此外贝什雷勒还有一处市立图书馆。